# Sepioteuthis australis
Sepioteuthis australis är en bläckfiskart som beskrevs av Jean René Constant Quoy och Joseph Paul Gaimard 1832. Sepioteuthis australis ingår i släktet Sepioteuthis och familjen kalmarer. Inga underarter finns listade i Catalogue of Life.